# Cattedrale del Sacro Cuore di Gesù (Skopje)
La cattedrale del Sacro Cuore di Gesù (in macedone Црква Пресвето Срце Исусово?) si trova nella città di Skopje, in Macedonia del Nord ed è sede della diocesi di Skopje.
La cattedrale è stata costruita nel 1977 su progetto dell'architetto macedone Blagoj Mickovskiego-Bajo, ha sostituito la vecchia cattedrale, andata distrutta in seguito al terremoto di Skopje del 1963.